# روبرت لوبيز (كاتب)
روبرت لوبيز (بالإنجليزية: Robert Lopez)‏ هو كاتب أمريكي، ولد في 1971.